# Un cuento chino
Un cuento chino (Brasil: Um Conto Chinês ) é um filme argentino de 2011, dirigido por Sebastián Borensztein e protagonizado por Ricardo Darín, Muriel Santa Ana e Ignacio Huang. Foi filmado na Argentina e Espanha, com locações em Buenos Aires e cenas internas na Ciudad de la Luz (Alicante).
O filme atraiu mais de um milhão de espectadores aos cinemas argentinos[carece de fontes?] e levou o prêmio de melhor filme e prêmio do público no Festival Internacional de Cinema de Roma, além do prêmio de melhor filme hispanoamericano nos Premios Goya 2011.

## Enredo
Roberto é um veterano da Guerra das Malvinas. Sua vida se paralisou há vinte anos por causa de um duro golpe do destino e desde então vive recluso em sua casa, sem quase nenhum contato com o mundo, até que um estranho evento o desperta e o traz de volta à vida. Esta comédia é a história do encontro de Roberto e um chinês chamado Jun que está perdido na cidade de Buenos Aires em busca do único familiar que tem vivo, um tio que emigrou para Argentina.
Roberto e Jun se encontram no momento em que Jun é jogado na rua do interior de um táxi, depois de ter sido assaltado pelo motorista. Jun cai junto aos pés de Roberto e a partir deste momento começa uma forçada e estranha convivência entre ambos, pois Roberto não fala chinês e Jun não fala espanhol.
Roberto tenta deixar Jun em uma delegacia e depois na embaixada da China, mas ninguém quer recebê-lo e apesar de Roberto não poder conviver com ninguém porque é um ermitão cheio de manias obsessivas, decide levá-lo para sua casa pois não tem coragem de deixá-lo abandonado na rua como um cachorro. Começa assim uma convivência forçada, uma vez que Roberto tenta tudo o que está ao seu alcance para tentar se livrar de Jun. A convivência traz um sem fim de complicações para Roberto o que gera situações de muito humor.
Mas o que Roberto ignora é que ele e Jun estão unidos por um estranho destino desde antes de se conhecerem, e ao descobri-lo ambos modificam definitivamente suas vidas. Roberto vive marcado pelo sofrimento de haver regressado da guerra e descobrir que seu pai havia morrido durante sua ausência. Por sua vez, Jun é um rapaz que sofreu uma estranha tragédia na China na qual sua noiva perdera a vida e ao ficar sozinho no mundo decide viajar até a Argentina com o objetivo de reencontrar com um tio que foi viver ali.
A convivência entre Roberto e Jun os mostrará que dois homens muito diferentes, provenientes das antípodas do mundo e de culturas distintas podem ser praticamente almas gêmeas unidas por um estranho destino comum que ambos ignoram mas descobrirão com o desenrolar da história. E nesta relação de ambos conhecerão o verdadeiro caminho da resolução de seus problemas.

## Elenco
- Ricardo Darín ... Roberto
- Muriel Santa Ana ... Mari
- Ignacio Huang ... Jun
- Pablo Seijo ... Cliente
- Iván Romanelli ... Leonel
- Vivian El Jaber ... Rosa
- Rafael CT ... Soldado